# Keilriemenscheibe

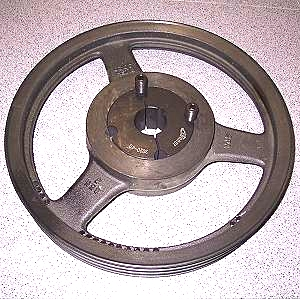
Keilriemenscheibe mit Taper-Spannbuchse

Als Keilriemenscheibe bezeichnet man ein Maschinenelement, das eine Welle mit einer anderen Welle mittels eines Keilriemens verbindet. Es stellt somit einen wesentlichen Bestandteil eines Keilriemenantriebes dar. Keilriemenscheiben sind in Deutschland nach DIN-Norm DIN 2217-1 genormt.
Im allgemeinen Sprachgebrauch wird diese Scheibe oft auch als 'Rillenscheibe' oder 'Keilscheibe' bezeichnet. Sie wird vorwiegend aus Gusseisen EN-GJL-200 gefertigt. Es gibt aber auch Keilriemenscheiben aus
- Aluminium
- Aluminium/Gusseisen (sogenannte Bimetall-Scheiben, d. h. eine Scheibe aus Aluminium mit einer Nabe aus Gusseisen)
- Kunststoff

Ausgeführt werden kann sie als
- Vollscheibe (meist nur bei kleinen einrilligen Scheiben üblich → Verbindung Nabe - Rillenprofil ist vollflächig)
- Bodenscheibe (Nabe ist mittels einer Scheibe mit dem Rillenprofil verbunden → ähnlich einer Stahlautofelge)
- Armscheibe (Nabe ist mittels Stegen mit dem Rillenprofil verbunden → siehe Abbildung rechts).

Versehen ist die Nabe entweder mit einer
- Zentrierung (Vorbohrung)
- Fertigbohrung (Toleranz H7)
- Fertigbohrung mit Passfedernut oder
- Bohrung für eine Taper-Spannbuchse.

Die Taper-Spannbuchse macht das Fertigbohren und Nuten überflüssig und ist einfacher zu montieren. Sie ist trotz des höheren Anschaffungspreises dadurch wirtschaftlicher. Dafür erhalten die Keilriemenscheiben eine Bohrung, in die die bereits fertig gebohrte Spannbuchse eingesetzt wird. Über zwei Schrauben wird die Buchse in der Scheibe fixiert und gleichzeitig auf die Welle gespannt. Eine Nutung (Passfederverbindung) ist nur bei extremen Belastungen noch vonnöten.
Um eine Unwucht zu vermeiden, werden die Scheiben meist in einer Ebene ausgewuchtet (z. B. Gütestufe G 16), außer der Antrieb erreicht eine Geschwindigkeit über 30 m/s.